# Clovis IV
Clovis IV, né vers 677 et mort en 694 ou 695, est le roi des Francs de 691 à sa mort. Lorsque le court règne de Clovis III est ignoré, notamment dans les généalogies qui ne prennent en compte que les rois Francs de Neustrie, Clovis IV est alors numéroté Clovis III.

## Biographie
Membre de la dynastie mérovingienne, Clovis est le fils du roi Thierry III et de la reine Clotilde. Il est né vers 677 ou 682. Il succède à son père comme seul souverain des Francs à la mort de ce dernier en 691. Il règne sur un royaume uni comprenant l'Austrasie, la Bourgogne et la Neustrie. Selon les Annales de Metz, il fut nommé par Pépin de Herstal, maire du palais d'Austrasie, et régna quatre ans.
Clovis est mineur à son avènement, et le vrai pouvoir est entre les mains de Pépin,. Sa minorité, suivant les efforts de son père pour renforcer le pouvoir royal, a été un facteur important du déclin de la dynastie mérovingienne. Clovis résidait principalement à Compiègne (site traditionnel du champ de mars) et à Montmacq.
Neuf des chartes de Clovis ont été éditées et publiées. Quatre d'entre elles sont des procès-verbaux de placita (audiences judiciaires publiques) tenues en présence du roi. Malgré l'ascension de Pépin et de sa famille, thème majeur des Annales de Metz, la cour royale reste importante sous le règne de Clovis. Lors d'un placitum à Valenciennes en 693, Clovis réunit douze évêques, douze vir illustris (dont Nordebert, le maire du palais de Neustrie), neuf comtes et de nombreux autres fonctionnaires. Le futur maire du palais de Neustrie, Rainfroi, a commencé comme domesticus sous Clovis. Warno, le comes palatii de Chilpéric II, a également commencé sa carrière à la cour de Clovis.
En 692, Clovis confirme à l'abbaye de Saint-Denis le droit de percevoir certaines taxes à Marseille, droit qui lui avait été accordé par Dagobert Ier,. Il concède également à l'abbaye de Saint-Médard la maison voisine qui avait été la principale résidence de l'ancien maire du palais, Ébroïn, à Soissons.
Clovis IV mourut en 694 ou 695. Il fut remplacé par son frère, Childebert IV. Il fut enterré dans l'église Saint-Étienne de Choisy au Bac.

## Sources

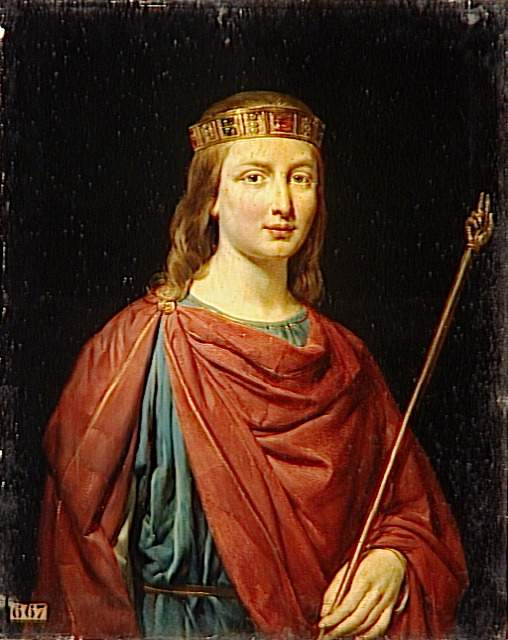
Vue d'artiste de Clovis IV. Huile sur toile de Georges Rouget, 1838, musée de l'Histoire de France (Versailles).

- Chapitre 49 du Livre de l'histoire des Francs (vers 727) :

« Le roi Thierry mourut après avoir régné dix-neuf ans. Clovis, son fils, progéniture de la reine Clotilde, lui succéda au pouvoir. Peu de temps après le jeune Clovis mourut après deux ans de règne. Childebert, son frère, homme illustre, reprit la tête de son royaume […]. »

- Chapitre 6 de la Continuation de la Chronique de Frédégaire (vers 760) :

« Le roi Thierry mourut, après avoir régné dix-sept ans. On mit à la tête du royaume Clovis, son tout jeune fils. Or, après quelques années, ledit roi Clovis tomba malade et mourut au bout de quatre ans de règne. Son frère Childebert s'assit sur le trône […]. »

### Articles connexes

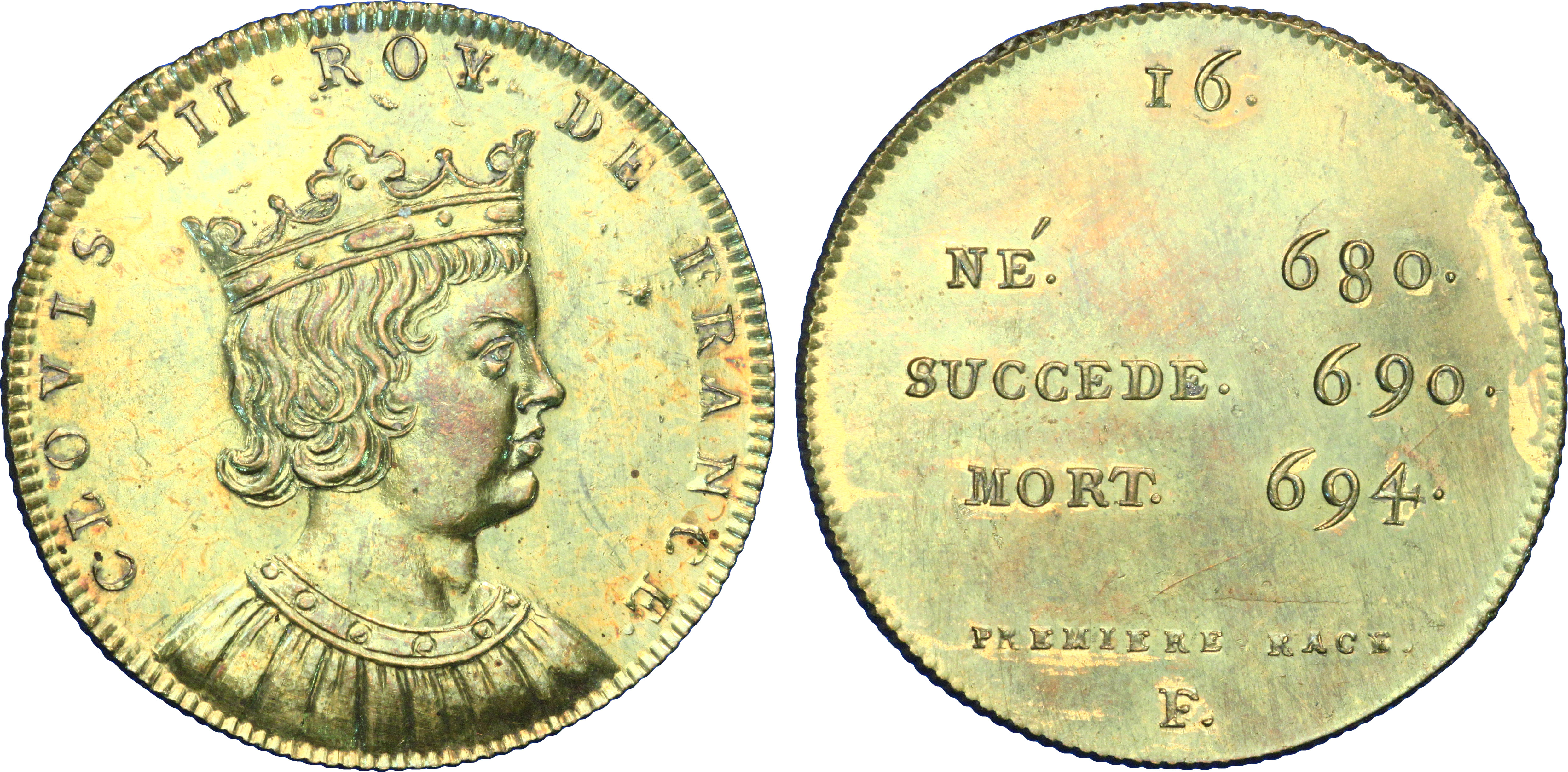
Buste imaginaire de Clovis IV.